# Galbella radja
Galbella radja es una especie de escarabajo del género Galbella, familia Buprestidae. Fue descrita científicamente por Obenberger en 1936.